# K.Kallahalli, Harapanahalli
K.Kallahalli là một làng thuộc tehsil Harapanahalli, huyện Davanagere, bang Karnataka, Ấn Độ.